# 3629 Lebedinskij
3629 Lebedinskij eller 1982 WK är en asteroid i huvudbältet som upptäcktes den 21 november 1982 av den tjeckiske astronomen Antonín Mrkos vid Kleť-observatoriet i Tjeckien. Den är uppkallad efter den rysk-sovjetiske astronomen Aleksandr Lebedinskij (1913–1967).
Asteroiden har en diameter på ungefär fem kilometer och den tillhör asteroidgruppen Vesta.